# Macrophiothrix tenera
Macrophiothrix tenera is een slangster uit de familie Ophiotrichidae.
De wetenschappelijke naam van de soort werd in 1888 gepubliceerd door Johannes Georg Brock.